# GCD整域
数学の代数学における GCD整域（GCDせいいき、英: GCD domain）は、整域 R であって任意のふたつの非零元が最大公約元 (GCD) をもつという性質をもつものである。これは R の任意のふたつの非零元が最小公倍元 (LCM) をもつといってもよい。
この文脈において、（「最大」とは言いながら）一般にGCDは唯一でないことに注意すべきである。しかし、任意の二元 a, b に対しそのGCDは、どの二つも互いに同伴、したがって単元を掛ける違いを除いて一意に決まるから、GCDの任意の一つを指す意味で gcd(a, b) と書くことに誤解の虞はないであろう。一方、二元のGCD集合を GCD(a, b) ≔ {c ∈ R  |  c は a と b との GCD} として定義するならば、gcd(a, b) ∈ GCD(a, b) であり、また GCD(0, 0) = {0} や GCD(1, a) = U(R)（R の単元群）などが成り立つ。 LCMについても同様。
GCD整域は一意分解整域 (UFD) を次のような意味で非ネーターの場合に一般化する:
命題整域が UFD であることと、主イデアルについての昇鎖条件を満たすGCD整域であることは同値である。
とくに、ネーター的GCD整域はUFDである。
環のクラスの包含関係に関してGCD整域は以下のような位置にある:
可換環 ⊃ 整域 ⊃ 整閉整域 ⊃ GCD整域 ⊃ 一意分解整域 ⊃ 主イデアル整域 ⊃ ユークリッド整域 ⊃ 可換体 ⊃ 有限体

## 性質
- GCD整域のすべての既約元は素元である。GCD整域は整閉で、すべての非零元はprimal（英語版）である[3]。言い換えると、すべてのGCD整域はシュライアー整域である。
- GCD整域 R の元 x, y の各組に対して、x と y の GCD d と、x と y の LCM m は、dm = xy であるように選ぶことができる。あるいは別の言い方をすれば、x と y が非零元で d が x と y の任意の GCD であれば、xy/d は x と y の LCM であり、GCD と LCM を入れ替えて同様のことが成り立つ。これにより以下が言える（英語版）:
主張互いに同伴という同値関係 "∼" に関する商集合 R/∼ は、LCM および GCD を交わりおよび結びとして分配束（英語版）となる。
- R がGCD整域であれば、多項式環 R[X1, …, Xn] もまたGCD整域であり、より一般に、群環 R[G] は任意の捩れのない可換群 G に対してGCD整域である[4]。
- R がGCD整域となるための必要十分条件は、その有限個の主イデアルの交わりが必ず主イデアルとなることである。とくに (a) ∩ (b) = (lcm(a, b)) が成り立つ。ここで lcm(a, b) は a と b との（任意の）最小公倍元である。
- GCD整域上の一変数多項式 f に対して、そのすべての係数の GCD として内容 (content) c(f) が定義できる。このとき、ガウスの補題（英語版）と呼ばれる主張が以下の形でGCD整域においても有効である:
主張 (ガウスの補題)多項式の積の容量は、多項式の容量の積に等しい: c(fg) = c(f)c(g).

## 例
- 一意分解整域は GCD 整域である。GCD 整域の中でも、 一意分解整域はちょうど原子整域（英語版） (atomic domain) （つまり任意の0でも単元でもないような元に対して既約元の積への少なくとも1つの分解が存在する）でもあるような整域である。
- ベズー整域（すなわちすべての有限生成イデアルが主イデアルであるような整域）は GCD 整域である。主イデアル整域（これはすべてのイデアルが主イデアル）とは違って、ベズー整域は UFD であるとは限らない。例えば整関数全体のなす環は non-atomic ベズー整域であり、他の例もたくさんある。整域がプリューファー GCD 整域であることとベズー整域であることは同値である[5]
- R が non-atomic GCD 整域であれば、R[X] は一意分解整域でなく[注 4]ベズー整域でもない[注 5]ような GCD 整域の例となる。より一般に任意の環 R[X1, …, Xn] はこれらの性質をもつ。
- 可換モノイド環 R[X; S] がGCD整域となる必要十分条件は、R がGCD整域で S がねじれのない消約的（英語版） GCD半群となることである、ここに、GCD半群とは、半群 S であって S の任意の二元 a, b に対し（加法的に書けば）(a + S) ∩ (b + S) = c + S となる c がとれるという性質を持つものを言う。特に G がアーベル群ならば、R[X; G] がGCD整域となる必要十分条件は、R がGCD整域で G にねじれがない（英語版）ことである[6]。

## 注